# Балканска царица (опера)
Балканска царица је опера коју је 1890. компоновао италијански композитор Дионизије Де Сарно Сан Ђорђо (итал. Dionisio de Sarno San Giorgio), према истоименој драми коју је написао Никола I Петровић Његош 1884. године и која се сматра његовим најзначајнијим делом. Основу за либрето ове опере дао је сам књаз (тада) Никола. Први пут је у целости изведена на Цетињу, 14. јула 2008. године, у режији Радмиле Војводић. Ово је уједно и прва црногорска национална опера.
Дело књаза Николе Балканска царица је романтично-патриотска драма са страсно израженом љубављу према домовини. Историјска и легендарна тема ове драме ослања се на народно предање. Основа драме је како историјска, тако и сентиментална трагедија, покрштавање Станка Црнојевића, војводе зетског (млађег сина Ивана Црнојевића) у ислам и трагична судбина његове веренице Данице — Балканске царице.

## Дионизије Де Сарно Сан Ђорђо
Дионизије Де Сарно Сан Ђорђо је потомак старе племићке породице. Стекао је добро музичко образовање у Напуљу и Фиренци, а у Падови је студирао филозофију. Од 1886. до 1893. живео је у Котору, где је засновао породицу са Пераштанком Идом Криловић и за само неколико година успео да значајно подигне ниво тамошњега музичког живота. Више од 30 година провео је у дипломатској служби у Београду, а затим се 1932. вратио у Пераст, где је и умро 1937. године.

## О опери
Према казивању Де Сарнове породице, књаз Никола је још 1888. године позвао композитора да напише оперу и то према либрету који је написао он сам.  Доказ, који донекле може да потврди ова сећања су и делови Де Сарнових рукописа, посебно из историје музике, где цитира делове Балканске царице, са белешкама о акцентима, на основу којих би се могло закључити да је сам књаз изабрао текстове, чиме је, можда, сматрао да је поставио основу либрета. Како то није био либрето према законитостима оперске сцене, ова „драма у три чина“ је могла да се објави само у оваквом облику. Најзад и сам Де Сарно у штампаном издању — клавирском изводу (Трст, 1891), примећује како би за позорницу требало извести разне адаптације: „Ипак ова моја радња не би могла бити на позорници престављена, дијелом што јој нема свезе потребите музикалној драми, дијелом ради њезине дужине и многијех ’а соло’ протагониста; а када би се баш хтјела на позорницу изнијети, нужно би било много комада скратити још и због тога да се умањи големи труд пјевача, особито тенора“. Могло би се рећи да је овај клавирски извод заправо збирка песама за глас и клавир. У таквом облику је, према неким изворима, ово оперско дело два пута приказивано у Трсту, уз клавир, па је баш тај начин приказивања и довео до њеног штампања. У рукопису сачувана је и Балканска царица Де Серна за дувачки оркестар, збор и молитва.
Опера Балканска царица је типичан пример романтичарског стваралаштва са наглашеном трагичном нотом. По садржају и форми сродна је операма с почетка 19. века. Арије су у виду рецитатива, ансамбала и хорова са или без вокалног солисте.

### Либрето
Изворна верзија опере компонована је у три чина и 12 слика, у оквиру којих се налази 41 музичка нумера. Као таква траје око три сата, па ју је за савремену изведбу било неопходно скратити. Радмила Војводић, која је режирала и адаптирала драму, редуковла је ово дело на основни драмски заплет. Сачувана је основна нит драме, али је крај нешто измењен. У оркестарској обради, коју је урадио Радован Паповић и којом је ово обимно дело скратио за више од половине, задржан је изворни дух оригиналне музике, која има многе особине тадашње италијанске, посебно у изузетно захтевној драмској сопранској и тенорској деоници.
За разлику од оригиналне драме, где Станко бива рањен, а Даница умире, У овој нешто адаптираној опери у смрт не одлази само Даница већ, иако ју је Станко ранио, и она њега смртно рањава због издаје вере и народа. Тако стари кнез Иван-бег Црнојевић жали за сином али наређује одмазду за издају домовине. На смрт рањени Станко моли Даницу за опроштај, а она узвраћа заклетвом на верност и скаче у Морачу.
У опери се не појављује лик прворођеног Иванова сина Ђурађа, који је заправо главни разлог Станкове озлојеђености, јер не може бити престолонаследник, упркос томе што је склопио савез с албанским Скендер-бегом у борби против Турака, прешао на ислам и стекао углед у турским редовима, па чак добио и понуду да постане балкански цар. Међутим, Даницу не занима понуда да постане балканска царица.

### Улоге
- Станко Црнојевић, војвода зетски, млађи син Иван-бегов
- Даница, кћер Перунова
- Марта, њена другарица
- Иван-бег Црнојевић, господар Црне Горе и Зете
- Кнез Перун, властеличић зетски
- Угљеша, Станков слуга
- Гуслар
- Коњаници[4]

## Извођења
Два одломка из ове опере, штампана у клавирском изводу, извело је Српско пјевачко друштво „Јединство” 27. јануара 1891. године у Српској читаоници у Котору. У фебруару 1891. опера је два пута изведена у Трсту (њени делови). Према наводима Де Сарнове ћерке дело је извођено и у Бечу, али о томе не постоје поуздани подаци, већ само наводи да је опера нуђена Бечу и Београду, али до извођења није дошло. Сигурно се зна да се у пуном оперском руху Балканска царица није никада изводила. Комплетна партитура за солисте, хорове и оркестар и прави оперски либрето није нигдје сачуван. Клавирски извод је штампан и на њему се као место издавања поред Трста наводе још и Болоња, Аграм (немачко име за Загреб) и Петерсбург. О извођењима у Трсту много се писало у тадашњој тршћанској и црногорској штампи.
Први пут је опера Балканска царица изведена на Цетињу 2008. године, у режији Радмиле Војводић. Изворно компонована у три чина и 11 слика, опера траје око три сата и за савремену изведбу било је неопходно скратити је и оркестрирати, што је учинио Радован Паповић. Основна нит драме је сачувана, али је крај нешто измењен. У Црногорском народном позоришту у Подгорици премијера опере била је 1. новембра 2008. године.